# Хамфри, Майкл
Майкл Хамфри (англ. Michael Humphrey; род. 25 января 1996, Финикс, штат Аризона, США) — бывший американский профессиональный баскетболист, игравший на позиции тяжёлого форварда и центрового.

## Карьера
С 2014 по 2018 играл в NCAA за команду Стэнфордского университета.
В 2018 году начал профессиональную карьеру, заключив 1-летний контракт с «Пармой». В составе команды провёл 16 матчей в Единой лиге ВТБ и в среднем набирал 6,9 очка и 5,0 подбора.
10 октября 2018 года Хамфри дебютировал в официальных играх за пермский клуб. Его 6 очков и 12 подборов помогли «Парме» в 1 туре Единой лиги ВТБ одолеть в выездном матче рижский ВЭФ (80:76).
В конце февраля 2019 года Хамфри и пермский клуб расторгли контракт по обоюдному согласию. Свою карьеру Майкл продолжил в «Зелёна-Гуре».
В августе 2019 года Хамфри перешёл в другой польский клуб — «Шлёнск».
После сезона в «Шлёнске» в возрасте 24 лет принял решение завершить спротивную карьеру и заняться работой, не связанной с баскетболом.